# A1 고속도로 (네덜란드)

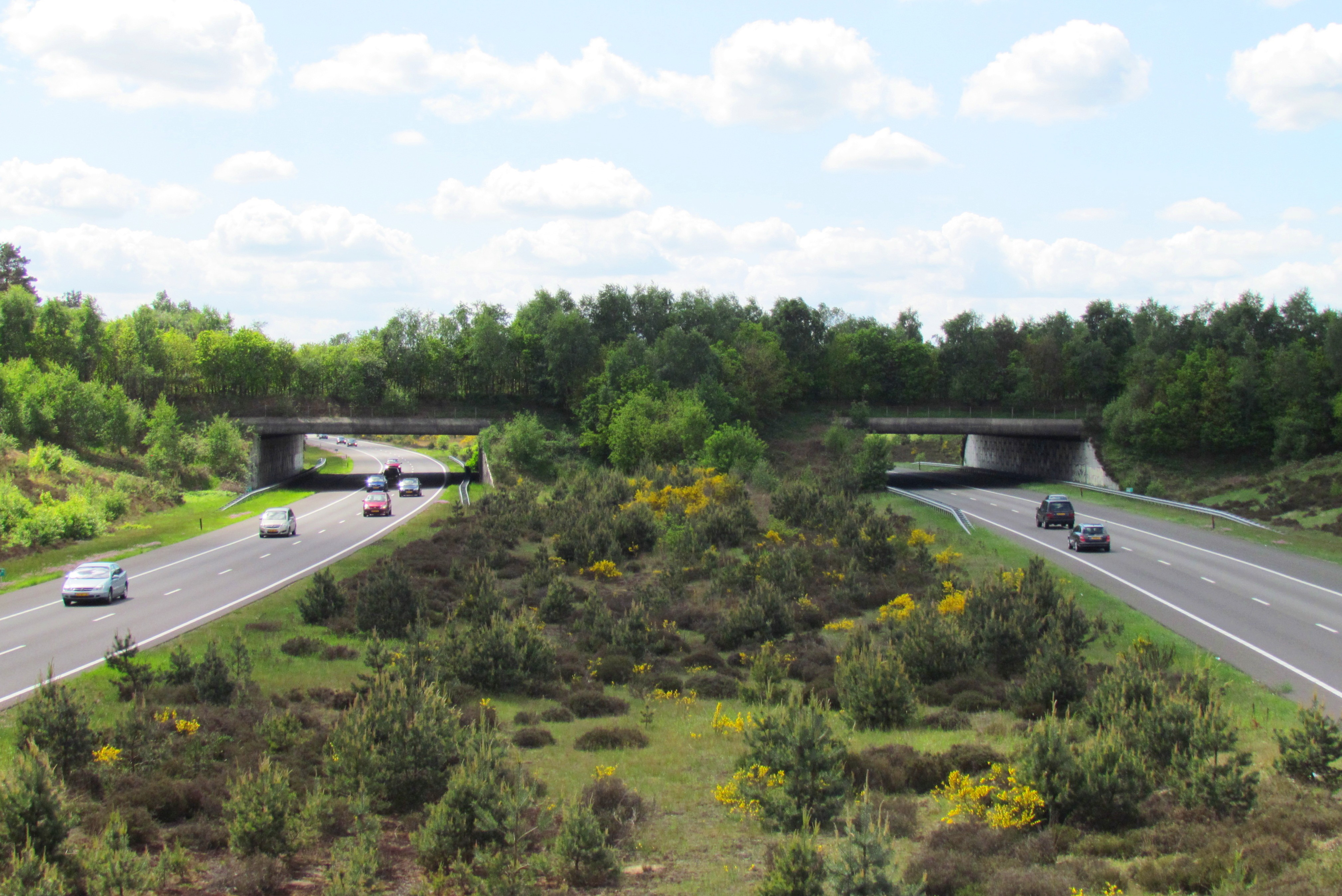
야생동물 이동 통로로 꾸며진 간선 도로, 더블 T자형으로 이루는 특이한 도로를 가지고 있음.
(Harm van de Veen)

A1 고속도로(네덜란드어: Rijksweg 1, A1 motorway)는 네덜란드의 암스테르담에서 로저까지 이어주는 총 연장 119 km인 네덜란드의 고속도로이다. 암스테르담 근처에 있는 나들목인 바터르흐라프스메이르에서 출발, 독일의 국경선인 올덴잘까지 이어주며, 바드-벤트하임을 건너 독일로 들어오면 아우토반인 아우토반 30호선과도 접촉한다. 그 외에도 통과하고 있는 주는 노르트홀란트주, 위트레흐트주, 헬데를란트주, 오버레이설주 등 4개의 주를 통과한다.